# Pseudomyrmex caeciliae
Pseudomyrmex caeciliae é uma espécie de formiga do género Pseudomyrmex, subfamilia Pseudomyrmecinae. Foi descrita por Forel em 1913.
É uma espécie arbórea. Encontra-se desde Texas a Panamá e Jamaica.